# Where Is My Mind?
"Where Is My Mind?" é uma canção da banda norte-americana de rock alternativo Pixies, sendo a sétima faixa do seu álbum Surfer Rosa, lançado em 1988. Esta canção foi escrita por Black Francis enquanto estudava na Universidade de Massachusetts, inspirado pelas suas experiências de mergulho nas Caraíbas.

## Posição nas paradas musicais
| Parada (2014)                         | Melhor posição |
| ------------------------------------- | -------------- |
| Reino Unido (Official Charts Company) | 199            |

### Certificações
| País        | Certificador | Certificação |
| ----------- | ------------ | ------------ |
| Reino Unido | BPI          | Platina      |

## Na cultura popular

### Propragandas
- Em 2009, ela foi usada em um comercial da HBO para o filme The Dark Knight.
- Em 2011 uma versão cover instrumental foi usada pela Microsoft para o vídeo promocional "The Kinect Effect".[3]
- Em 2014 foi usada para anunciar o videogame Dark Souls II.[4]
- Em 2015 uma versão de The Hit House apareceu na cinematográfica promocional de Uncharted 4: A Thief's End.[5][6]

### Filmes
- Em 1999 A canção surge na última cena e na sequência de créditos do filme Fight Club.
- Em 2009 no filme Mr. Nobody.
- Em 2011 no filme Sucker Punch (versão sendo interpretada por Yoav e Emily Browning).
- Em 2013 Where is My Mind também é tocada no filme Horns
- Em 2015 fez parte do filme Knock Knock (2015) com Keanu Reeves.

### Séries de Televisão
- Em 2015 na série americana Mr Robot a música ganhou uma nova versão no episódio 9, feita por Maxence Cyrin.[7]

### Jogos eletrônicos
- Em 2011 foi usada no jogo Rocksmith.
- Em 2016, a música foi lançada como DLC para o jogo Rock Band 4.

## Legado
"Where Is My Mind?" foi eleito número 29 na pesquisa de música "Hottest 100 of All Time" realizada pela estação de rádio australiana Triple J em 2009. Mais de meio milhão de votos foram lançados na enquete.
Na terça-feira de 13 de abril de 2004, a NASA usou "Where Is My Mind?" Para acordar o time que trabalha no Mars rover, Spirit, em homenagem ao seu transplante de software.